# Melissa Williams
Melissa Williams, född 8 maj 1972 i Smyrna, Georgia, USA, är en amerikansk-svensk sångerska. Sedan 2005  är honsångerska i det svenska dansbandet Zlips, som hon frontade för i TV-programmet Dansbandskampen år 2008. 
Melissa var också med i juryn i Dansbandskampen 2009 tillsammans med Thomas Deutgen och Magnus Carlsson. 
Melissa Williams tilldelades 2007 Guldklaven i kategorin Årets sångerska.
Hon bedriver också en blogg på engelska.